# Quercus faginea
Quercus faginea är en bokväxtart som beskrevs av Jean-Baptiste de Lamarck. Quercus faginea ingår i släktet ekar, och familjen bokväxter.

## Underarter
Arten delas in i följande underarter:
- Q. f. broteroi
- Q. f. faginea

## Bildgalleri

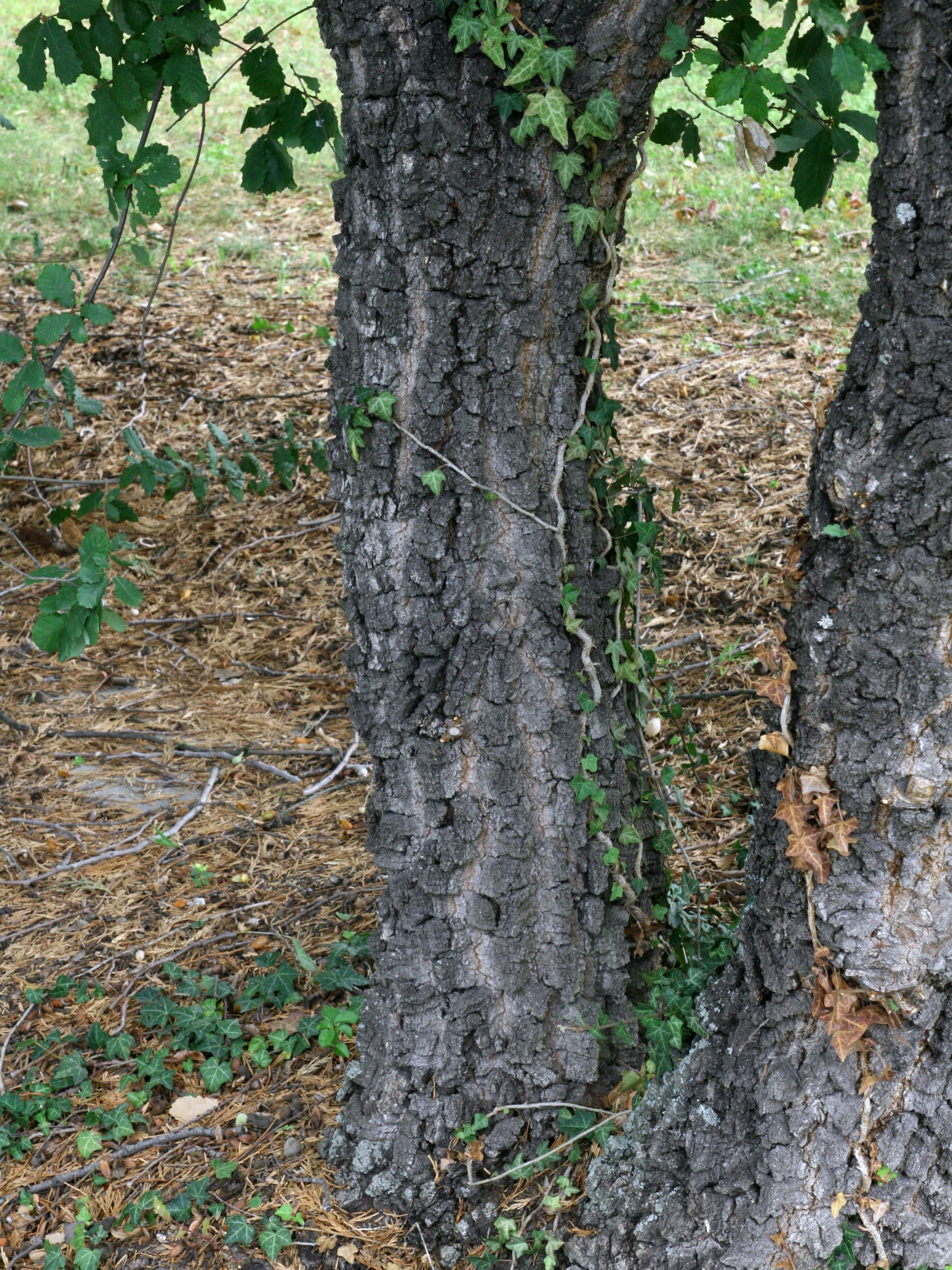
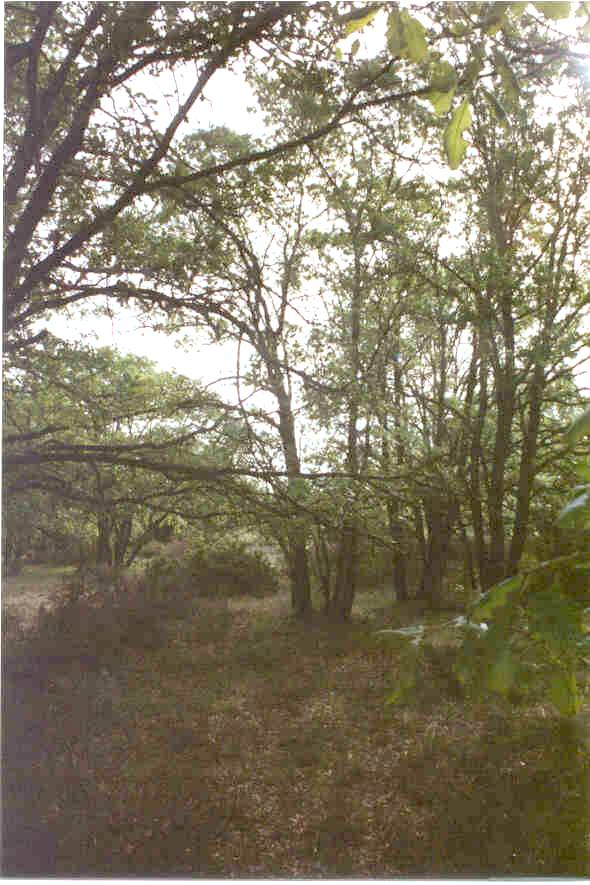
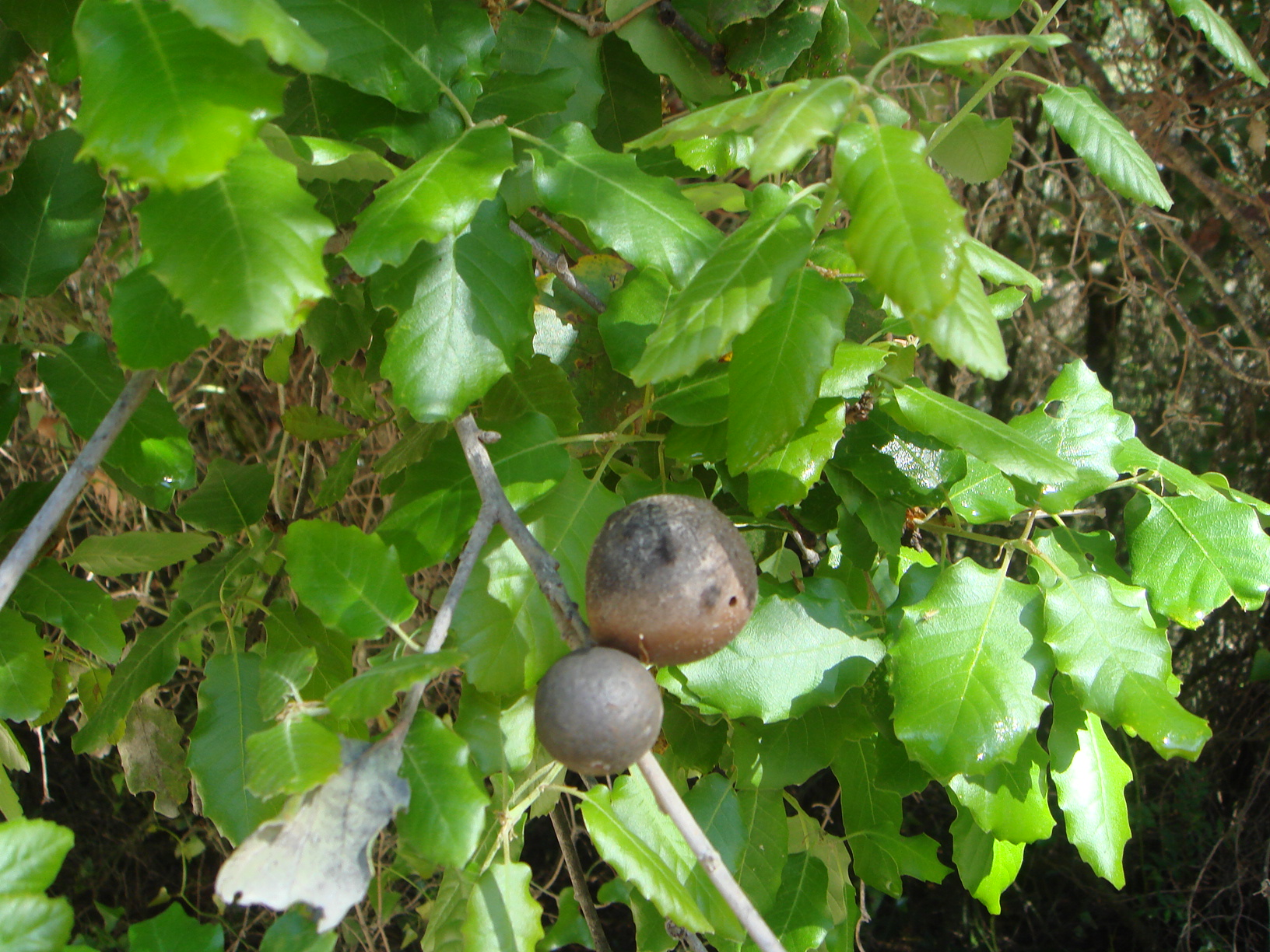
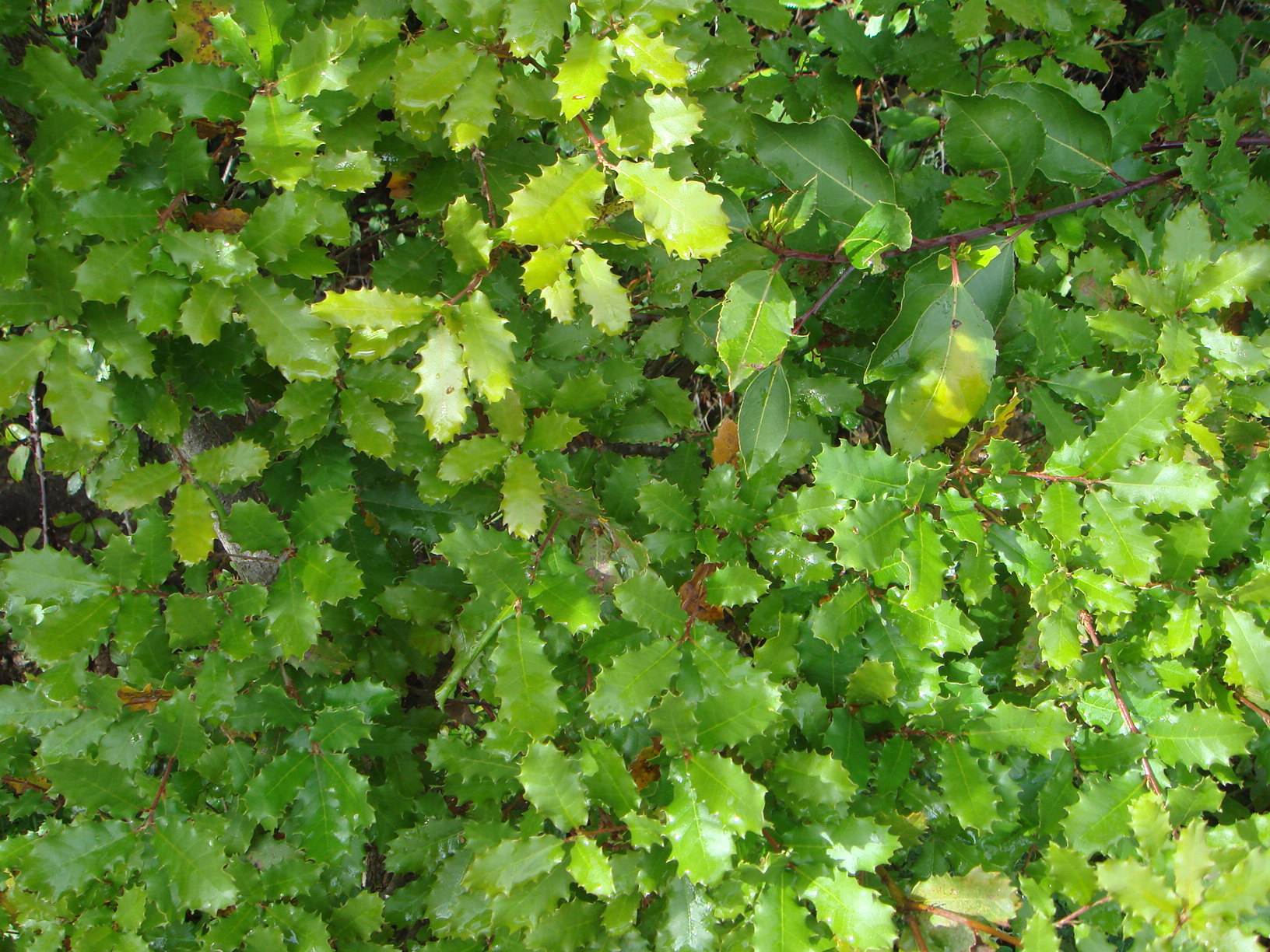
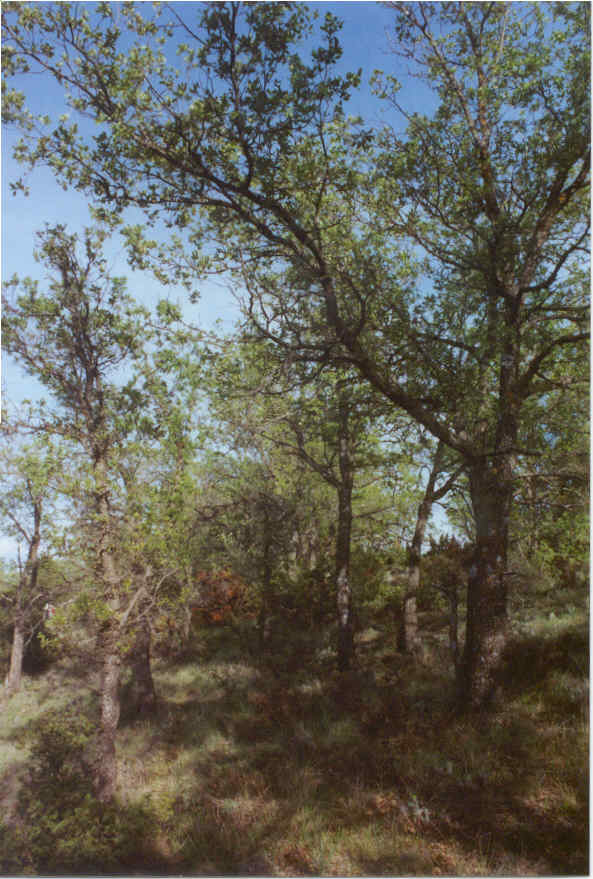
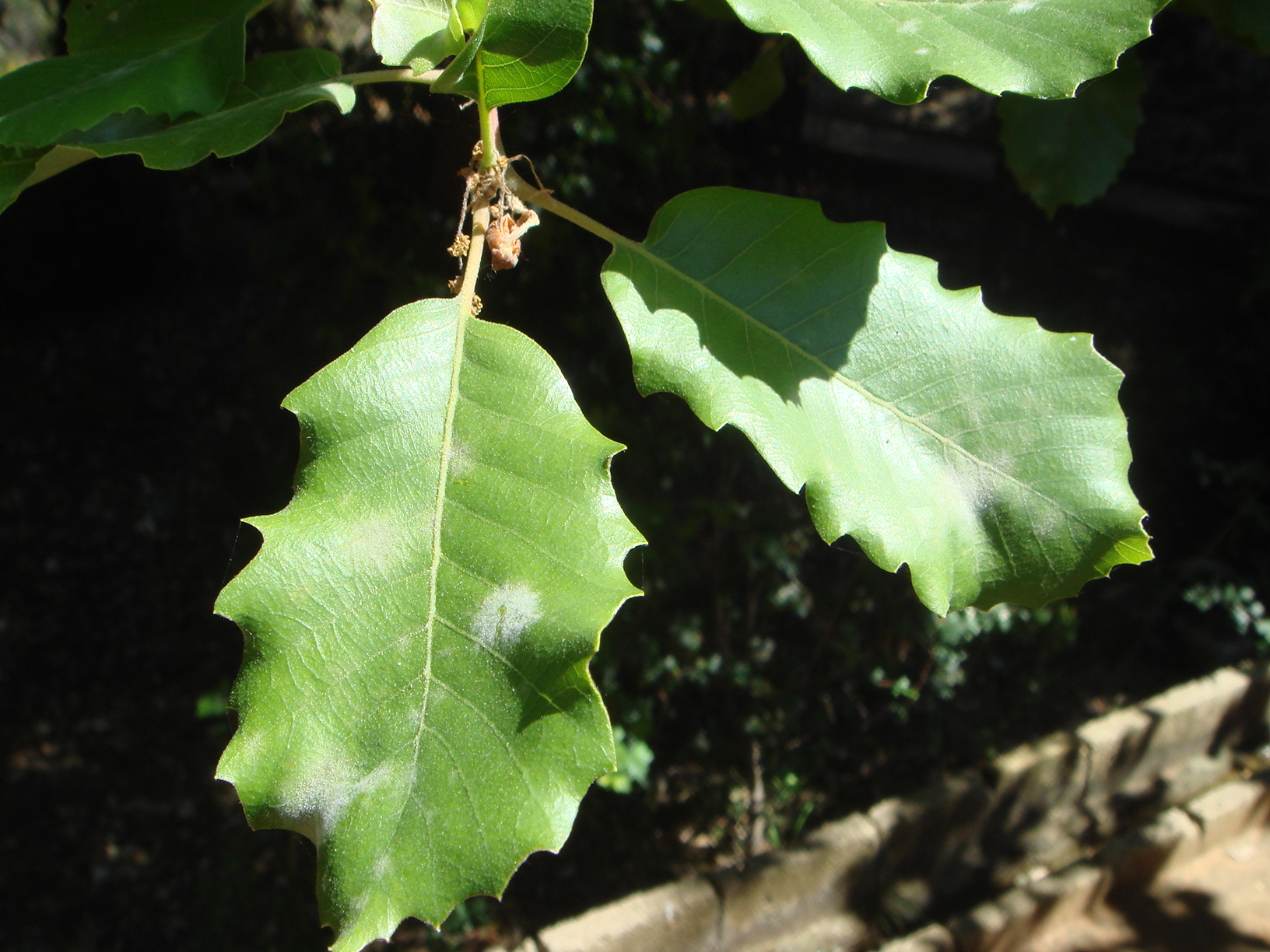